# Continuum on South Beach
Le Continuum on South Beach est un ensemble de gratte-ciel de logement construit à Miami Beach composée de deux tours;
- La 'south tower' haute de 143 mètres, construite de 2000 à 2002
- La 'north tower' haute de 37 étages, construite de 2005 à 2008, comprenant 217 logements

Même si l'architecte, Sieger Suarez, est le même, les tours ont un design très différent.
Dans la 'south tower' les appartements ont des vitres qui vont du sol au plafond. Les appartements y sont de très grand luxe.